# FCM 36
Лёгкий танк сопровождения FCM 36 (фр. Char léger d'accompagnement FCM 36) — французский лёгкий танк 1930-х годов. Разработан в 1934 году для сопровождения пехоты. В массовое производство танк не пошёл, было выпущено всего 100 единиц (№№ 30001 — 30100) с мая 1938 по март 1939 года. Во время Второй мировой войны в 1940 году FCM 36 использовались ограниченно и после капитуляции Франции 37 танков были захвачены германскими войсками и были впоследствии ими использованы для создания самоходных орудий (переоборудовано 22 машины). 

## Модификации
- FCM 36 (SA.38) — опытная модификация с усовершенстованным орудием SA38.

## Машины на базе FCM 36
- 7,5-см РАК 40 (Sf), (Marder I) — противотанковая САУ на базе FCM 36, вооружённая 75-мм пушкой Pak 40. Осенью 1942 года переделано 10 машин.
- 10.5 cm leFH 16/18(Sf) auf Gw FCM (f) — самоходная 105-мм гаубица на базе FCM 36. Осенью 1942 года переделано 8 машин, а весной 1943 года, дополнительно, еще 4.
- FCM 36 Pak 40

## Состоял на вооружении
- Франция
- Германия, 37 танков, из них 22 переоборудовали в САУ.